# Špalíková brzda
Špalíková brzda je brzda, kde brzdný účinek vzniká přitlačením brzdového špalíku (zdrže) na povrch pohybujícího se dílu. Brzdový špalík odebírá pohybujícímu se dílu kinetickou energii, která se mění v teplo. Teplo je nutné vhodným způsobem odvádět.
Brzdový špalík má pracovní plochu tvarově odpovídající brzděnému protikusu. Během provozu se brzdový špalík průběžně obrušuje a ubývá.

## Historie
Nejstarší špalíkové brzdy se používaly u kočárů a zemědělských povozů. Pákou nebo vřetenovým mechanismem se přitlačuje dřevěný špalík přímo na obruč loukoťového kola. U kolejových vozidel se pro výrobu brzdových špalíků zhruba od roku 1860 používá šedá litina. Tu lze u nákladních železničních vozů najít dodnes. U modernějších konstrukcí není brzdový špalík kovový, ale z kompozitního materiálu. 

## Brzdění jízdních kol
U nejstarších jízdních kol (vybavených protišlapací brzdou na zadním kole) tlačil gumový špalík brzdy přímo na plášť (pneumatiku) předního kola; tento typ byl nahrazen ráfovou brzdou, kde není účinek závislý na nahuštění pneumatiky a špalík neopotřebovává plášť pneumatiky. V počátcích motorismu byly takovou brzdou vybavena i některá motorová kola, měl ji i první český automobil NW Präsident.

## Pronyho brzda
Výraz špalíková brzda se též užívá pro měřicí tzv. Pronyho brzdu, kterou se měří výkon motoru.

## Galerie

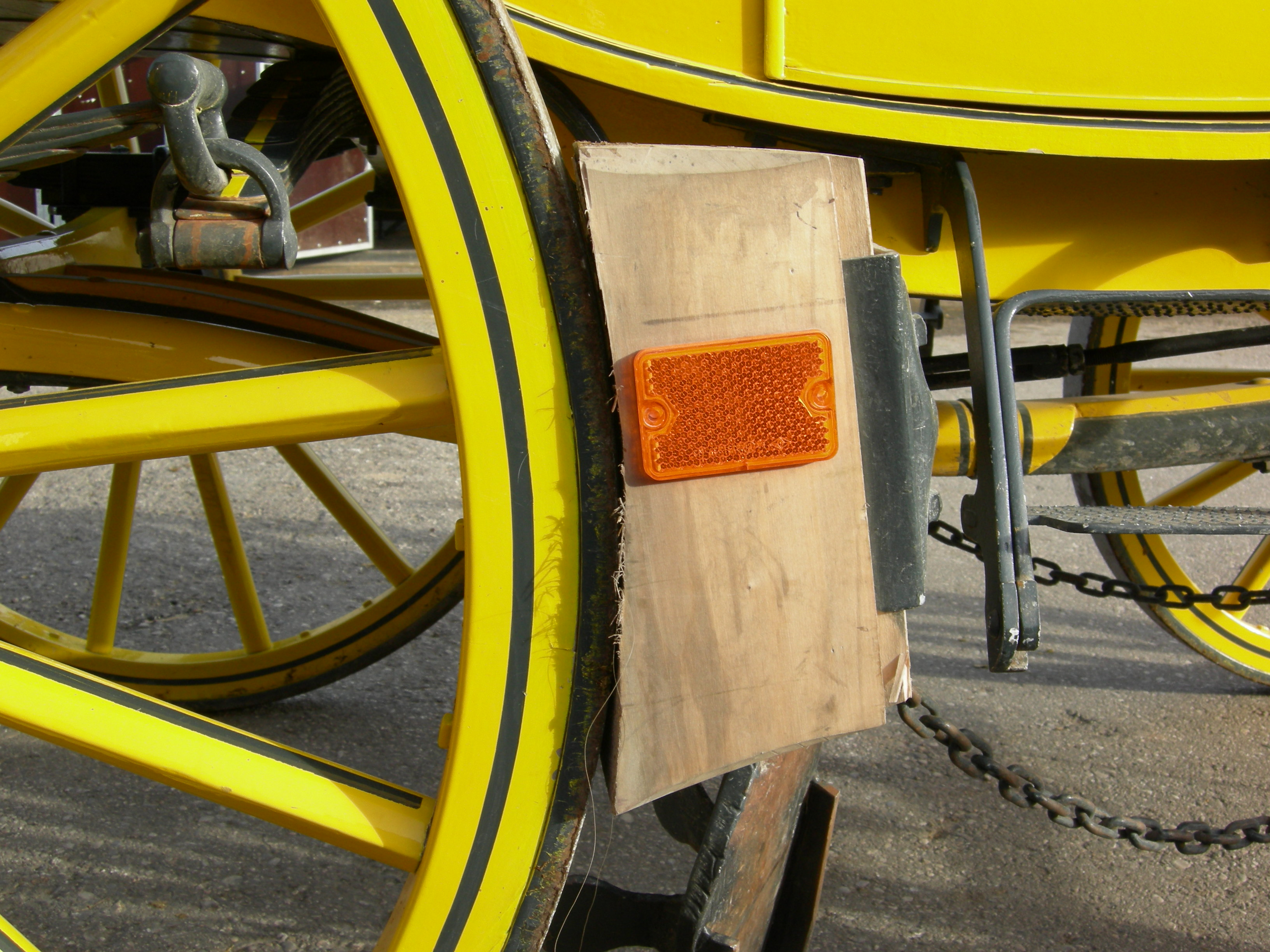
Špalíková brzda u kočárového kola
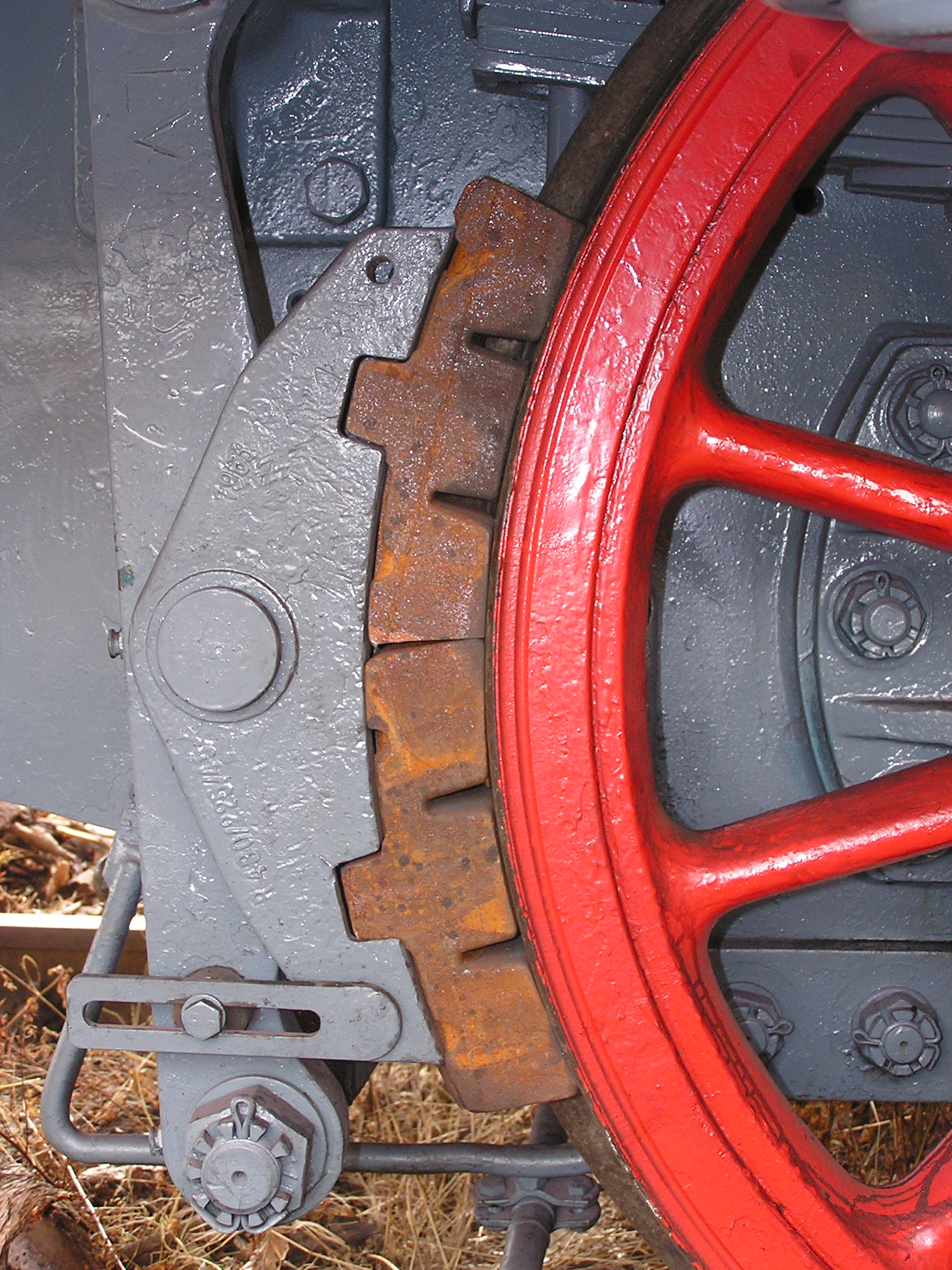
Brzda lokomotivního kola
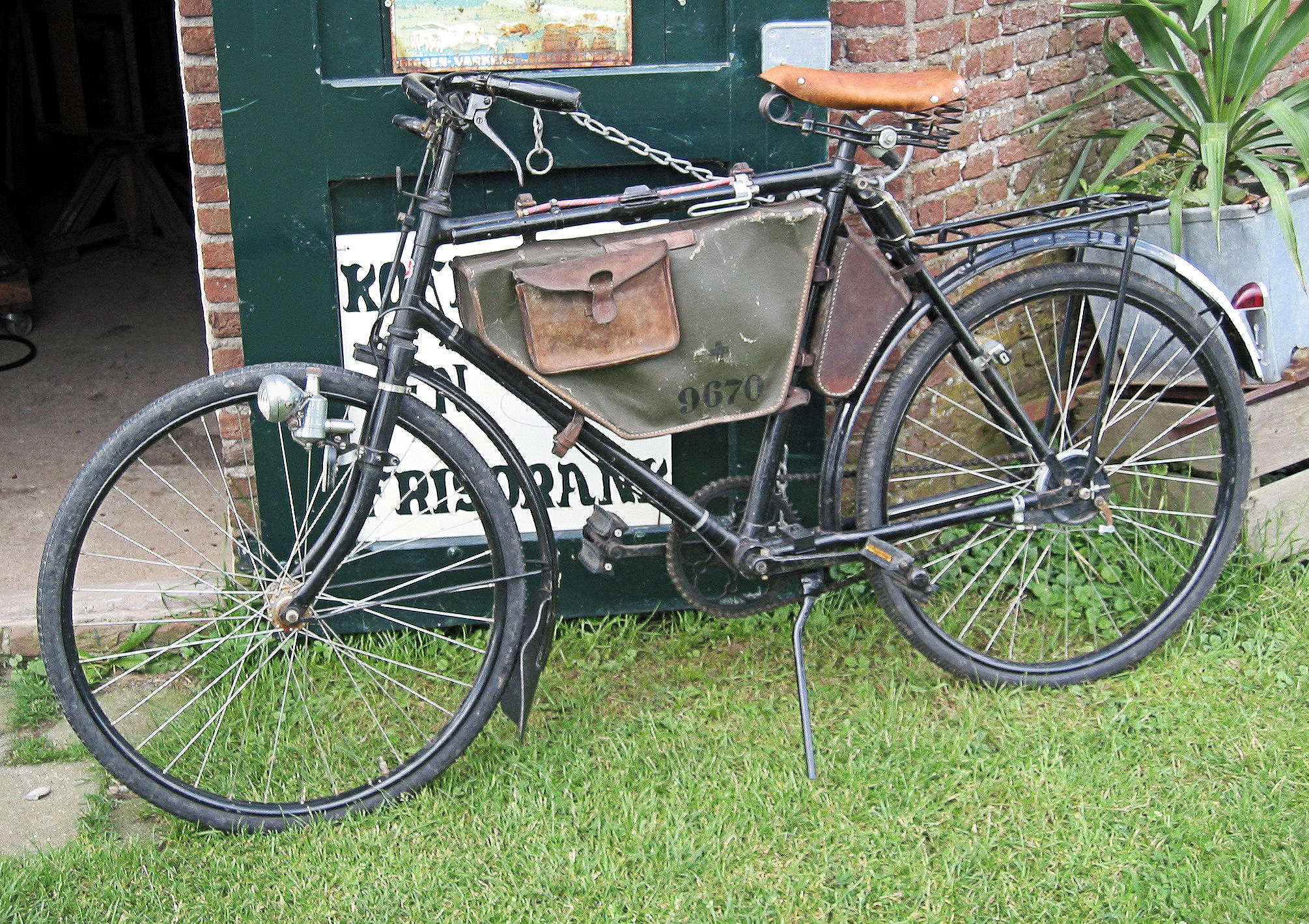
Jízdní kolo – veterán, se špalíkovou brzdou na předním kole
Princip Pronyho brzdy